# Bálványosváralja
Bálványosváralja (románul Unguraș, németül Schlosswall) település Romániában Kolozs megyében, az azonos nevű község központja.

## Fekvése
Déstől 16 km-re délkeletre fekszik.

## Nevének eredete
Nevét a falu felett emelkedő középkori várról kapta.

## Története
Bálványosváralja sorsa összefonódott a tőle keletre fekvő Bálványos vára történetével.
Nevét 1269-ben említették először, mikor István ifjabb király Balwanus birtokot és Németi falut s tartozékait Mikud comes-nek adományozta, és ezt az adományt 1270-ben meg is erősítette.
1270-ben Balvanus, 1291-ben Balwanius, 1332-ben Waraka (Waralya) 1808-ban Bálványosvárallya, Schlosswall, Ungurás néven írták.
1291-ben Balwanius-on - egy oklevél szerint - a désaknai hospesek nem fizettek sóvámot.
1333-ban magyar lakosságú egyházas helyként említették, tehát ekkor már temploma is volt.
1492-ben plébánosának Bideskúti Mihálynak nevét is említették.
1584-ben Varalja néven volt említve.
1643-ban református templomát újjáépítették, majd 1761-ben megújították.
1692-ben birtokos volt itt felesége révén Misztótfalusi Kis Miklós is.

## Bálványos vára
Bálványos vára valószínűleg a tatárjárás után épült. 1269-ben Baluanus, 1308-ban Varallya néven említik. 1529-ben az erdélyi püspök megerősítette I. Ferdinánd számára, de még ebben az évben Farnosi Márton János király vezére elfoglalta. Nemsokára Gerendi Miklós visszafoglalta. 1537-ben az erdélyi vajda serege foglalta el és megerősítette. Valószínűleg 1538-ban rombolták le, köveit Szamosújvár építéséhez használták fel. A falunak 1910-ben 1672, túlnyomórészt magyar lakosa volt. A trianoni békeszerződésig Szolnok-Doboka vármegye Dési járásához tartozott.

## Lakossága
1992-ben társközségeivel együtt 3349 lakosából 1974 magyar, 1349 román, 24 cigány és 1 német volt.

## Nevezetességek

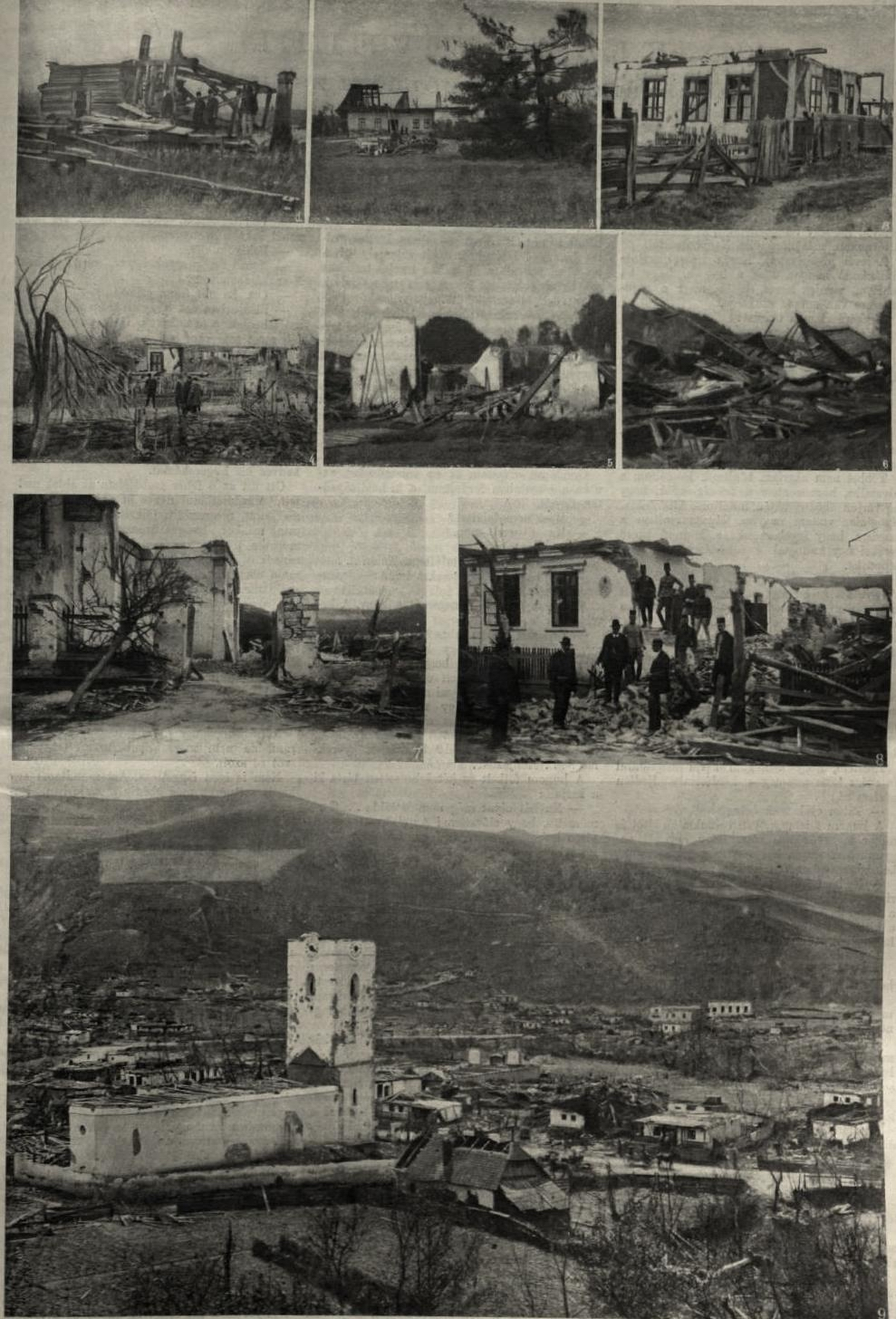
A környéken pusztító szélvész mely hatalmas károkat okozott a faluban. A természeti csapásról a falusiak minden évben megemlékeznek.

- A falu keleti részén emelkedő várhegy tetején láthatók Bálványos várának csekély maradványai.
- A falunak 13. századi eredetű, többször átépített temploma van.

## Híres emberek
- Itt született 1821-ben Bartalus István zenetanár, zenetörténész, népdalgyűjtő.
- Itt született 1896-ban Lőrincz Ferencz orvos, parazitológus.